# Fantasma de Lincoln

Abraham Lincoln, quién se dice que ha merodeado la Casa Blanca.

Ha habido varias historias sobre fantasmas de expresidentes visitando la Casa Blanca. Sin embargo, la más común y popular es la de Abraham Lincoln. El fantasma de Lincoln, o para otros como el Fantasma de la Casa Blanca, se dice que ha merodeado la Casa Blanca desde su muerte. Se cree en general que cuando él era presidente, Lincoln quizás podría haber sabido de su asesinato antes de morir.

## El sueño
Lincoln tuvo un sueño el 14 de abril de 1865, el día que fue asesinado por John Wilkes Booth. Le dijo a su Gabinete ese día:
"En el sueño, fui despertado por un gemido débil procedente de algún lugar cercano. Me levanté, y comencé a buscar el ruido, finalmente encontrando mi camino a la sala este, donde hombres y mujeres estaban envueltos en mantos funerarios. Vi un ataúd en un estrado, y soldados en cada extremo. Un capitán estaba de pie cerca, y me dirigí a él: 'Quién está muerto en la Casa Blanca' dije. 'El Presidente', es su respuesta, 'fue asesinado por un asesino.' En el ataúd había un cadáver con ropas funerarias, pero el rostro estaba oscurecido.

### Avistamientos
Lyndon B. Johnson se supone que ha hablado con el fantasma del Sr. Lincoln. Johnson, de pie en la habitación del segundo piso que había sido la oficina de Lincoln (Lincoln había usado la Oficina Oval como una biblioteca), preguntó, "Tuviste una guerra, tuviste un movimiento de derechos civiles, tuviste manifestantes y críticos, ¿qué puedo hacer?" Y cuenta la historia, que la respuesta fue, "No vayas al teatro". Esta historia es un hilo humorístico originado por un humorista anónimo en el equipo de Bob Hope.
En una variante cruel de la historia, Lincoln le aconseja a su sucesor que debería ir al teatro. La variante hostil se ha dicho a muchos presidentes posteriores.